# Ufeus sagittarius
Ufeus sagittarius är en fjärilsart som beskrevs av Augustus Radcliffe Grote 1883. Ufeus sagittarius ingår i släktet Ufeus och familjen nattflyn. Inga underarter finns listade i Catalogue of Life.

## Bildgalleri

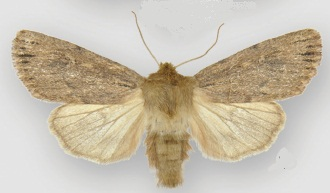
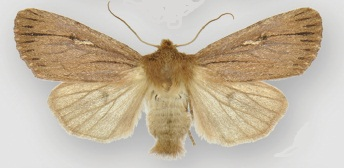